# American Indian Horse
American Indian Horse är ett begrepp som innefattar många olika typer och raser av hästar som registreras av föreningen "American Indian Horse Registry". En godkänd AIH (American Indian Horse) kan vara vilken häst som helst, så länge hästen härstammar från de spanska kolonisatörernas berömda iberiska hästar och har utvecklats inom USA:s gränser för att anpassa sig till det område där de lever. Hästarna får även någorlunda ha utvecklats med hjälp av människan, men då enbart av indianska stammar, därav namnet på registret och hästarna.
Då registret omfattar många olika sorters hästar från hela landet så varierar utseendet mycket kraftigt hos hästarna, men hästarna registreras enligt ett system som baseras på hur välkänd deras stamtavla är och de mest populära hästarna är de hästar som har en stamtavla som bevisat går tillbaka till hästar som avlats av en indiansk stam eller familj. 

## Historia
År 1492 upptäcktes Amerika av Christopher Columbus och kontinenten var under de närmaste 200 åren mycket utsatt för kolonisering av landet. De spanska conquistadorerna förde med sig hästar från Spanien och Portugal, bland annat den mycket välkända spanska hästen. Dessa spanska hästar hade sitt ursprung i orientaliska arabhästar och Berberhästar som hade förts till iberiska halvön från norra Afrika av de invaderande morerna under 700-talet e. Kr. Där blandades de med lokala spanska stammar. Den spanska hästen var känd som en nobel och pampig häst som fanns i många olika färger, vilket även gjorde den populär i övriga Europa.
På den amerikanska kontinenten sattes många av de iberiska hästarna in i avel, och de hästar som inte höll måttet släpptes helt enkelt fria. En del hästar rymde även från ägorna. Dessa hästar samlades sedan i olika hjordar där de blev förvildade hästar som utvecklades och anpassade sig till sina områden. Några exempel är den amerikanska mustangen som växte upp på stäpperna i mellersta USA och Bankerhästen som utvecklades på sumpiga öar utanför North Carolinas kust.
Allt eftersom dessa hästar anpassade sig till sin miljö så började även en del av hästarna fångas av urinvånarna, indianerna som hade lärt sig hästhantering av nybyggarna. Hästen hade innan dess varit utdöd på de amerikanska kontinenterna i ca 8000 år. Många indianstammar lärde sig att avla fram hästar som passade till deras egen livsstil. Efter att indianerna tvingades in i reservat dödades många hästar och väldigt få av indianernas hästar överlevde. Under de närmaste åren var det väldigt få hästar som bevarades eller återuppavlades. En av de få raserna var Appaloosan som räddades på grund av sin prickiga, tigrerade färg.

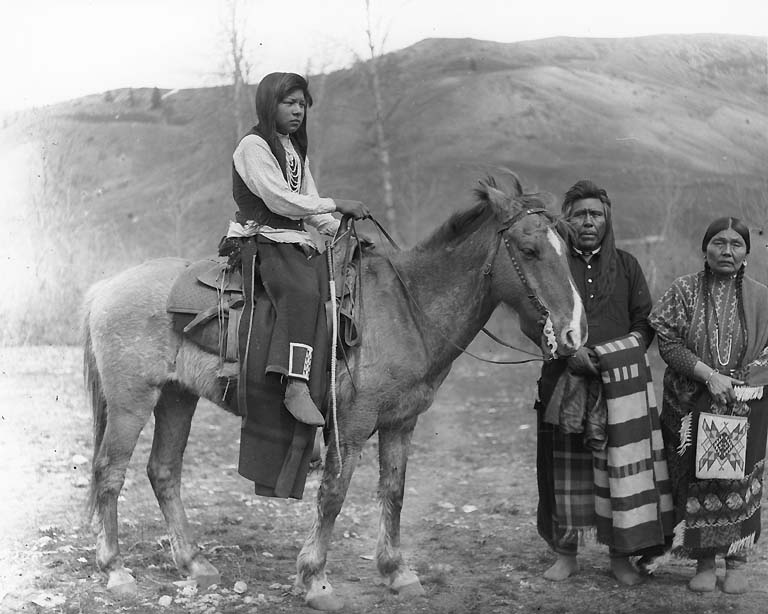
De indianska hästarna var kända för sitt mod och sitt tålamod och gamla foton har varit ett stort hjälpmedel när man ska godkänna en häst som en American Indian Horse

1961 startades dock "American Indian Horse Registry" för att kunna samla ihop och registrera de hästar som ännu inte kunde registreras under andra rasföreningar, även om de bar på ett unikt arv, samt även registrera andra raser om de hade sin härkomst i de gamla spanska hästarna. Idag finns föreningen i Lockhart i Texas.

## Registrering
Hästar registreras i föreningen i fem olika klasser. Hästarna inspekteras alltid noggrant innan de får registreras.
- Klass 0: Hästar som har en bevisad stamtavla som går tillbaka till hästar som avlats av en indianstam.
- Klass AA: Hästar som åtminstone till hälften är ättlingar till gamla indianska hästar, eller som tydligt visar upp en karaktär som påminner om gamla indian-hästar. Hästarna måste då vara minst 4 år gamla för att få inspekteras för denna grupp för att man ska veta om karaktären stämmer.
- Klass A: Hästar utan känd stamtavla men som tydligt visar en karaktär av en indiansk häst. Dessa inspekteras också först vid 4 års ålder. Många förvildade hästar som mustangen, Bankerhästen och Carolina marsh tacky-hästar, m.fl platsar i denna grupp. En del av dessa hästar kan även registreras som Klass AA.
- Klass M: För hästar med ett modernare utseende som har minst en förälder som är registrerad som Quarterhäst, American paint horse, Appaloosa eller någon annan fastställd spanskättad amerikansk ras.
- Klass P, är till för ponnyer. Ponnyer måste ha bevisad släktskap med ponnyraser som härstammar från de första spanska hästarna till exempel om de har Galiceño eller Amerikansk ponny i stamtavlan. Även ponnyer med okänd härstamning kan registreras om de visar indiansk karaktär.

Ponnyer som visar tecken på inblandning av kallblodshästar godkänns aldrig för registrering.

## Egenskaper
Då många olika sorters hästar kan registreras som en American Indian Horse så varierar utseendet mellan dessa hästar kraftigt och det finns inte heller en helt sammansatt standard. Istället har man satt vissa regler och registreringskrav för att få registrera hästarna.
Hästarna är dock vanligtvis mellan 130 och 150 cm men kan vara något mindre och ibland mycket större än så. Alla slags färger är tillåtna då ovanliga färger som tigrerad, skäck eller skimmel med både lila, blåa eller röda inslag var vanliga färger hos de spanska hästarna och indianernas hästar. Primitiva tecken som mjölmule, zebratecken på benen eller en mörk ål (mörkare rand längs ryggraden) är även de godkända. Pannluggen är ofta mycket kraftig hos hästar som bär på indianska arv.
Hästarna får inte ha för små hovar i förhållande till kroppen utan dessa ska vara medelstora eller stora och mycket hårda. Hästarna har även en smalare exteriör och mindre raka ben än modernare hästraser. Faktum är att mycket musklade hästar inte godkänns för registrering. Då dessa hästar bär på ett primitivt arv är de sunda och tåliga och visar sällan upp tecken på sjukdomar som finns hos modernare raser. Hästar av denna typen är även tåliga mot hårt väder.